# 中村京子
中村 京子（なかむら きょうこ、1961年10月24日 - ）は、日本のAV女優・タレント。

## 概要・経歴
アダルトビデオ (AV) 黎明期より活動しており、AVに初めて「巨乳」というジャンルを作った先駆者でもある。ニックネームは「Dカップ京子」。
和歌山県生まれ。静岡県立大学出身。にっかつロマンポルノ新人女優オーディションに応募したことが、デビューのきっかけとなる。デビュー当時からプロダクションとは契約しておらず、一貫してフリーランスとして活動している。AV黎明期から活動しているだけあって、出演作品は主役・共演・端役を含めても数多く、映画や自主制作作品も含めれば、その作品数は膨大な物となっている。AVだけでなく、成人映画やグラビアモデルや雑誌のコラムの執筆等でも活動していたこともあり、そのキャリアもあって交友関係は広い。現在でも母親役などの熟女ものに出演している。
2013年11月4日放送『5時に夢中!』場末の歌姫のコーナーに登場。11年前から新宿ゴールデン街でスナック中村酒店を経営していることが紹介された。中村酒店は2002年に開店した。

## 作品

### アダルトビデオ
- 金髪の巨乳オバさん（1994年12月8日、九鬼）
  - 日米スケベなおばさん対決!!（1995年、サクセス・ビデオ・コミュニティー） ※上記の再編集版
- 濃厚レズ接吻 3（2003年10月24日、アロマ企画）
- 暗躍の地下組織拉致監禁 3人の巨乳美熟女たち
- バーチャルレイプ人妻狩り
- 馬乗り熟女
- 爆乳近親相姦
- 凌辱女系家族
- 乳卍4時間
- 家族で凌辱母と娘
- 緊縛Deluxe No.3
- 実録母子情交　四十路母No.2
- 中村京子熟女名鑑シリーズ
- 中村京子の安らぎ日和
- 近親相姦スペシャル
- 幕末尼僧伝 爆乳尼さんぶっかけ中出し講 中村京子デビュー33周年記念作品(2017年4月発売、ルビー、) - 脚本監督:伊勢鱗太朗
- 昭和カストリ映画大全 濡れた欲情 熟女温泉物語(2018年12月発売、フォーディメンション/エマニエル)

## 雑誌
- オレンジ通信 1985年9月号（杉下なおみ、緑さやか、青山麗と座談会）

## 出演

### 映画
- 新妻下半身 わしづかみ（1991年、エクセスフィルム）- 美奈子 役
- 美尻愛欲めぐり（1998年大蔵映画：監督 清水大敬）
- むっちり討ち入り 桃色忠臣蔵（2018年12月7日、オーピー映画） - 池山恵子 役[3]
- おねだり、たちまち、どスケベ三昧（2019年12月20日、オーピー映画）‐ 紅明美 役[4]
- その他、出演作

### テレビ
- ツキイチダウンタウン（1989年4月21日）女相撲世界チャンピオンとして。
- ドリフ大爆笑 - コントで志村けん相手に胸を披露した。
- もしかして花月　売店で働く胸の大きい看板娘と云う役どころで、ドタバタの中で胸を披露するのがお約束だった。
- 姫TV(テレビ朝日) クイズタイム小学生に出演。
- 派手〜ずナイト(北海道テレビ)
- タモリ倶楽部(テレビ朝日)
- 志村けんのバカ殿様(フジテレビ) 神経衰弱のコントに出演
- 豆腐屋直次郎の裏の顔（1992年）
- 悪魔のKISS（1993年）第3話 ファッションヘルスに勤務する風俗嬢役
- 松本清張スペシャル・書道教授（1995年）
- 5時に夢中!場末の歌姫のコーナーに登場。11年前から新宿ゴールデン街でスナック中村酒店を経営していることが紹介された。（2013年11月4日）
- 私的スクープ大賞 みんなニュースキャスター(2016年7月10日)